# هنري ريتشاردز (ملحن)
هنري ريتشاردز (بالإنجليزية: Henry Brinley Richards)‏ (و. 1817 – 1885 م) هو ملحن، ومعلم موسيقى، وعازف بيانو من ويلز، والمملكة المتحدة لبريطانيا العظمى وأيرلندا، يستخدم آلات بيانو، عن عمر يناهز 68 عاماً.

## التعليم
تعلم في الأكاديمية الملكية للموسيقى
.

## روابط خارجية
- هنري ريتشاردز على موقع ميوزك برينز (الإنجليزية)
- هنري ريتشاردز على موقع ديسكوغز (الإنجليزية)